# Бекторосоглу, Сибил Гарбисовна
Сибил Бекторосоглу (тур. Sibil Pektorosoğlu, з.-арм. Սիպիլ Պէկթորոսօղլու) — турецкая певица армянского происхождения.

## Биография
Сибил Бекторосоглу родилась в Стамбуле, в армянской семье. С ранних лет занималась музыкой. Пела в хоре при уцелевшей Армянской церкви Стамбула «Сурб Вардананц».  
Армянское песенное искусство в Турции в то время имело ограниченные возможности, — и свою жажду я утоляла в этом хоре, который внёс большой вклад в моё развитие.
 — вспоминает Сибил.
По профессии Сибил — финансист, работает в одном из банков Стамбула. Однако, в ноябре 2010 года она выпустила свой альбом под названием «Сибил», в который, в числе прочих 12-ти песен, вошли композиции «Тер вогормя» и воспевающая средневековую армянскую державу «Киликия». Первой же песней альбома является песня «Письмо», написанная на основе произведения армянского писателя Ованеса Шираза «Увидеть Ани и умереть». Клип к песне «Письмо» был снят одним из наиболее известных турецких продюсеров Озкан Аксуларом, а его инструментальную часть исполнил известный стамбульский композитор армянского происхождения Ченк Ташкан (Мажак Тошикян). Выпущенный клип явился первым в истории Турции клипом на армянском языке, который показали музыкальные каналы Турции и государственный TRT. 

## Награды
- Медаль Признательности[арм.] (1 августа 2015, Армения) — за значительный вклад в организацию VI Панармянских игр[2].